# Agis IV
Agis IV (en grec antic Ἄγις) fou rei d'Esparta, el fill gran d'Eudàmides II. Va ser el vint-i-quatrè rei de la dinastia Euripòntida. Va succeir al seu pare el 244 aC i va regnar fins al 242 aC.
Des de l'inici del seu regnat es va mostrar partidari de les reformes polítiques a les que s'oposava el seu col·lega Leònides II. Les lleis introduïdes per l'èfor Epitadeu havien donat a tots els caps de família espartans els mateixos drets i terra, però s'havia produït una concentració de famílies i ja només restaven unes 700 famílies espartanes de soca-rel i la terra s'havia concentrat en molt poques mans, i a més moltes d'aquestes famílies estaven dirigides per dones el que deixava només unes 100 famílies espartanes a curt termini amb una riquesa extraordinària mentre el poble s'omplia de deutes. Contra això Agis era partidari de restablir les lleis de Licurg i va presentar al senat una proposta per abolir els deutes i per repartir la terra; això va rebre el suport dels joves i dels pobres, i també alguns influents personatges com el seu oncle (que tenia molta terra però s'havia endeutat), Lisandre i Mandroclèides, però s'hi van oposar molts influents personatges com el seu col·lega Leònides.
Lisandre va ser elegit al cos dels èfors, i va presentar la proposta del rei al senat: la divisió que es proposava eren 4500 lots iguals a dividir entre els més distingits dels perioci i alguns residents estrangers; i altres 15.000 lots per la resta dels periocs. El senat no va prendre cap decisió i Lisandre va convocar una assemblea del poble a la que Agis va sotmetre la seva proposta, i va oferir les seves pròpies terres i diners, i va dir que la seva mare i la seva àvia (dones de gran riquesa) farien el mateix i serien seguides pels seus amics. El partit contrari, dirigit per l'altre rei Leònides, educat a la cort dels Selèucides, va anar al senat per rebutjar els plans d'Agis i ho va aconseguir per només un vot. Això va irritar a Agis que va ordenar a Lisandre de llançar una acusació contra el seu rival, del que va dir que havia violat les lleis casant-se amb una estrangera i viure a l'estranger; el poble, entregat a Agis, va pronunciar la deposició de Leònides i substituït pel seu gendre Cleombrot, que va col·laborar amb Agis.
Quan es va acabar el mandat de Lisandre com a èfor, al cap d'un any, els nous èfors es van oposar a les reformes i van decidir restaurar a Leònides i van acusar Lisandre i Mandroclèides de violar la llei. Alarmats van convenir amb Agis a deposar els èfors per la força i nomenar uns altres al seu lloc. Així o van fer. Leònides que havia tornat a la ciutat va haver de fugir a Tegea i el mateix Agis el va haver de protegir del poble instigat per l'oncle del rei Agesilau. L'avarícia d'aquest va frustrar els plans del rei. Agesilau va convèncer a Lisandre, que era el seu nebot, que calia començar per abolir els deutes (que era el que a ell afectava) i es van cremar els registres de deutes a la plaça pública del mercat; després d'això Agesilau va demorar el repartiment de la terra.
El 243 aC el general Àrat de Sició, general en cap de la Lliga Aquea, va entrar a Corint en un cop de mà i va expulsar a la guarnició macedònia. Agis va atacar Àrat al front d'un exèrcit espartà, però va ser derrotat i Esparta va haver d'entrar en aliança amb la Lliga.
Vers el 242 aC la Lliga Aquea va demanar l'assistència d'Esparta contra la Lliga Etòlia que s'havia aliat a Macedònia. Agis fou enviat al front d'un exèrcit que havia de lluitar al costat d'Àrat de Sició, el cap de la Lliga Aquea, però la tàctica molt prudent d'aquesta va impedir a Agis de participar en cap acció d'importància, però si que es va distingir per la disciplina de les seves tropes. Durant la seva absència Agesilau es va enfrontar amb les classes baixes tant per la seva conducta personal com per la posposició continua del repartiment de la terra, i en aquestes circumstàncies Agesilau no es va oposar quant els enemics d'Agis van donar un cop d'estat i van col·locar a Leònides al tron. Cleombrot va fugir de la ciutat. Agis va tornar a la ciutat sense saber el que havia passat i va haver de fer el mateix i ambdós es van refugiar a santuaris, el primer al d'Atena Càlcica i el segon al temple de Posidó. Cleombrot va poder anar a l'exili i Agis, detingut per un grup d'amics que el van trair, va ser empresonat. Leònides va anar a la presó amb un escamot de mercenaris i es va assegurar que Agis no s'escaparia, i llavors va deixar entrar als èfors i es va celebrar un judici arreglat. Es va preguntar a Agis si es penedia dels seus actes i va dir que no, que era el seu designi gloriós pel qual moriria. El van condemnar i executar ràpidament (241 aC) juntament amb la seva mare Agesistrata i la seva àvia. Era el primer rei d'Esparta mort per ordre dels èfors. Leònides va casar a la vídua Agiatis amb el seu fill Cleomenes. El càrrec de rei de la línia euripòntida el van donar a Euridàmides.